# マルク・タイマノフ
マルク・エフゲニエヴィチ・タイマノフ（ロシア語: Марк Евгеньевич Тайманов, ラテン文字転写: Mark Evgenievich Taimanov, 1926年2月7日 - 2016年11月28日）は、ソビエト連邦出身のピアノ奏者、チェスプレーヤー。

## 経歴
1926年、ウクライナ社会主義ソビエト共和国・ハルキウで生まれた。生後半年で家族でレニングラードに移住。幼少期より、ピアニストだった母親の手ほどきでピアノを始め、10歳でレニングラード音楽院に入学。在学中に映画『ベートーヴェンの協奏曲』の主演に抜擢されて出演。音楽院ではサマリ・サヴチンスキーの下でピアノを学び、後に最初の妻となったリューボフ・ブルックと知り合った。サヴチンスキーの指導により、在学中よりブルックとピアノ・デュオを組み、1948年に音楽院を卒業すると、ブルックとのデュオを中心に演奏活動を展開した。
一方で、建築エンジニアでアマチュアのチェスプレーヤーだった父親の影響で、チェスにも親しみ、16歳の時にはマスターに選ばれている。1956年にはソ連王者となったが、1971年の世界大会でボビー・フィッシャーに完敗した。
2016年、サンクトペテルブルクにて死去。

## 註
1. ↑  “Гроссмейстер и пианист: гениальный Марк Тайманов отмечает 90-летие”. 2018年7月30日時点のオリジナルよりアーカイブ。2018年7月30日閲覧。
2. ↑  “Жизнь - игра”. 2018年7月30日時点のオリジナルよりアーカイブ。2018年7月30日閲覧。
3. ↑  “Mark Taimanov obituary”. 2018年7月30日時点のオリジナルよりアーカイブ。2018年7月30日閲覧。
4. ↑  “IN MEMORIAM MARK TAIMANOV”. 2018年7月30日時点のオリジナルよりアーカイブ。2018年7月30日閲覧。
5. ↑  “Марк Тайманов — шахматист, музыкант, актер”. 2018年7月30日時点のオリジナルよりアーカイブ。2018年7月30日閲覧。
6. ↑  マルク・タイマノフ - IMDb（英語）

| スタブアイコン | サブスタブ | この項目は、まだ閲覧者の調べものの参照としては役立たない、人物に関連した書きかけの項目です。この項目を加筆・訂正などしてくださる協力者を求めています（P:人物伝/PJ:人物伝）。 |